# クルト・ブンドロック
クルト・ブンドロック（ドイツ語: Kurt Bundrock、1917年2月6日 - 1998年2月6日）は、第二次世界大戦中に活躍したドイツ国防軍空軍の軍人。その功績により騎士鉄十字章を授与された。

## 経歴
ベルリンのシェーネベルクに生まれる。1940年5月1日、通信士として第1駆逐航空団第I飛行隊に入隊。操縦士ラインホルト・クナッケとコンビを組んで西方電撃戦に参加。同年6月26日に二人で夜間戦闘機部隊に移籍し、第1夜間戦闘航空団第I飛行隊に配属される。ブンドロックはクナッケと共に37機の撃墜に関与した。二人の乗る戦闘機は1943年2月3日にイギリス空軍の爆撃機の防御砲火に撃墜され、クナッケは戦死したが、ブンドロックはパラシュートにより脱出した。同年6月にはヴェルナー・シュトライプの通信士となった。

## 栄典
- パイロット章
- 黄金空軍前線飛行章夜間戦闘
- 航空戦での特別の戦果を讃える名誉杯
- 鉄十字章 (1939年)
  - 二級
  - 一級
- ドイツ十字章金章 - 第1夜間戦闘航空団の二等軍曹 (Feldwebel)として1943年3月25日受章[1]
- 騎士鉄十字章 - 第1夜間戦闘航空団の通信士、一等軍曹 (Oberfeldwebel)として1944年6月30日受章[2][Note 1]